# Северный Каменный
Северный Каменный (устар. Каменный) — река в России, протекает в Холмогорском районе Архангельской области. Длина реки составляет 11 км.
Вытекает из озера Лавкут, лежащего на высоте 76,1 метра над уровнем моря. Впадает в реку Куваш в 3 км от её устья по левому берегу.

## Данные водного реестра
По данным государственного водного реестра России относится к Двинско-Печорскому бассейновому округу, водохозяйственный участок реки — Северная Двина от впадения реки Вага и до устья, без реки Пинега, речной подбассейн реки — Северная Двина ниже места слияния Вычегды и Малой Северной Двины. Речной бассейн реки — Северная Двина.
Код объекта в государственном водном реестре — 03020300412103000033287.